# Isanthrene crabroniformis
Isanthrene crabroniformis är en fjärilsart som beskrevs av Otto Staudinger 1875. Isanthrene crabroniformis ingår i släktet Isanthrene och familjen björnspinnare. Inga underarter finns listade i Catalogue of Life.